# Суха (Кабанський район)
Суха (рос. Сухая) — село Кабанського району, Бурятії Росії. Входить до складу Сільського поселення Сухінське.
Населення — 550 осіб (2015 рік).